# Giuseppe Malattia della Vallata
Giuseppe Malattia (Barcis, 25 marzo 1875 – Venezia, 7 dicembre 1948) è stato un poeta, scrittore, saggista, giornalista italiano.
lento ed eterno il mormorio del fiume

che passa. Al fondo d'una conca verde
 Barcis riposa (...)»
(Giuseppe Malattia della Vallata, Barcis, estate 1905)

## Biografia
Giuseppe Malattia, considerato il cantore di Barcis e della Valcellina in lingua friulana nella variante di Barcis, e in lingua italiana, nacque nella frazione barciana detta la Vallata, alle pendici del bosco Montelonga, primogenito di una famiglia di umili lavoratori di montagna.
Fin da piccolo, sebbene impegnato presto ad aiutare la famiglia nei lavori agricoli, manifestò un grande amore per la cultura e la poesia.
Si racconta che il suo primo libro lo “costruì” letteralmente, cucendo fra loro le pagine che raccoglieva sparse lungo il sentiero che percorreva per andare a scuola.
Nel 1890 abbandonò il paese natio subito dopo le terza elementare, per seguire uno zio venditore ambulante, trasferendosi a Torino, e per un anno anche a Solingen in Germania. Il soggiorno torinese sarà fondamentale per la sua formazione: a contatto con ambienti stimolanti e vivi, in un ambiente ancora molto impegnato di risorgimentalismo, in quella che fino a pochi anni prima era stata la capitale del Regno sabaudo e poi d'Italia, da autodidatta affrontò lo studio del greco, del latino, dell’inglese e del tedesco, allo scopo di poter leggere e studiare direttamente nella lingua originale le grandi opere letterarie. E cominciò a dedicarsi alla poesia.
La sua prima raccolta di poesie, Edelweiss, vide la luce nel 1904, per i tipi della casa editrice Streglio di Torino. Egli stesso ebbe a dire che quelle poesie erano state “pensate e scritte nei ritagli di tempo che mi lasciano le occupazioni cotidiane”.
Rientrato in Friuli nel 1906, fu a Udine, dove fondò la Libreria Dante e ideò il giornalino Il Gutenberg, periodico bimensile, letterario, bibliografico, commerciale e letterario, edito dalla libreria stessa, che uscì per qualche anno con i numeri 1-6 (1907-1909). Il periodico fu stampato a Udine dalla Tipografia Del Bianco. Nel 1911 con la libreria diede alle stampe Le laudi della Valcellina. La Libreria Dante, in via Mercerie n. 6, fu per alcuni anni una sorta di cenacolo letterario, luogo d'incontro delle principali figure culturali udinesi dell’epoca.
La passione per il settore librario si impadronì di lui molto presto. Già in quei primi anni aveva raccolto una cospicua libreria, che nel 1917, per sottrarla ai rischi di depredazioni belliche, trasferì nel paese natio.
Al termine della Grande guerra, sposò Erminia Montanino, dalla quale avrà i figli Franco e Leandro.
Col crescere del suo impegno e della sua maturità letteraria, anche i suoi lavori assumono col tempo una dimensione nuova. Nel 1923 pubblica il volume in friulano Villotte Friulane Moderne, presso la Tipografia di Maniaco, e nel 1924 I Canti della Valcellina. Ma oltre alla poesia nel friulano della sua valle si propone anche con scritti narrativi e di carattere erudito.
Continuò negli anni la sua bibliofilia al punto da raccogliere con impegno oltre 15 000 volumi di vario genere, che purtroppo andranno totalmente perduti nell'incendio appiccato anche alla sua casa nel 1944 come rappresaglia tedesca durante la lotta partigiana. Tre giorni durò l'incendio, e insieme ai suoi libri andarono in fumo anche molte sue opere inedite e molti studi da lui effettuati sulla storia del suo paese.
Dimostrò anche un notevole impegno civile, assumendo incarichi di amministratore pubblico, non sempre a cuor leggero, convinto com’era che questi incarichi avrebbero sottratto del tempo alla sua attività letteraria e libraria. Fu podestà di Barcis per un decennio, tra gli anni Venti e gli anni Trenta.
La sua attività di scrittore e di giornalista, con La Patria del Friuli (dal 1896) e col Gazzettino, lo portò a interessarsi alle condizioni di isolamento della Valcellina, promuovendo in modo instancabile attività volte al miglioramento delle vie di comunicazione con la pianura. Collaborò anche con la Società Filologica Friulana.
Tenne nel cuore l'ideale di Patria e di famiglia, e fu sempre attento a indagare sulla condizione dell'essere umano, sulla sua fragilità e sulla sua incapacità di indagare e comprendere i grandi misteri della vita e della morte.
Dopo la guerra, minato nel fisico, ma soprattutto nello spirito, affranto dal dolore per aver perduto i motivi che avevano animato la sua vita, si trasferì con la famiglia a Venezia, dove riprese con passione la sua attività libraria, ma dove si spense il 7 dicembre 1948.

## Premio Malattia della Vallata
Il premio letterario "Giuseppe Malattia della Vallata" è stato istituito nel 1988, a quarant'anni dalla morte del 'cantore della Valcellina'.
L'idea di dar vita al Premio nacque dal desiderio della famiglia Malattia di tenere vivo il ricordo di lui attraverso la poesia, coniugando continuità tra passato e presente.
Il Premio, fin dall’inizio, ha accolto poesie in lingua italiana, poesie nelle parlate delle minoranze etnolinguistiche presenti in Italia e poesia in video.
Al premio, nel corso degli anni, hanno partecipato poeti residenti in Friuli, in Italia e all'estero, di ogni età, anche giovani o giovanissimi, professionisti dello scrivere ma anche dilettanti.

## Opere
- Edelweis, Tipografia Renzo Streglio (Torino), 1904.
- Marco Antonio Coccio Sabellico e la difesa all'Isonzo, Udine, Libreria Dante, 1910
- Villotte friulane moderne: amorose, sociali, storiche, filosofiche e letterarie, con uno studio su Dante in Friuli, e, probabilmente, in Valcellina, note storiche e filologiche, documenti inediti di storia locale, ecc., nonché saggio di vocabolario della parlata friulana di Barcis, Maniago, La Tipografica, 1923
- Catalogo bibliografico di libri ed opuscoli friulani antichi e moderni..., Maniago, La tipografica, 1925
- Saggio di vocabolario della parlata friulana di Barcis, S.l. : s.n., 1922?
- Un picel mac: poesie e prose friulane disperse, di Giuseppe Malattia della Vallata, a cura di Rienzo Pellegrini, Barcis (PN), il Comune, 1997
- I canti della Valcellina, Udine: Libreria Carducci, 1924
- Folklore valcellinese, Sacile, Società tipografica editrice sacilese, 1925
- Laudi della Valcellina, Udine, Libreria Dante, 1911
- Villotte Friulane Moderne, La Tipografica (Maniaco), 1923. Ristampa anastatica dell'edizione originale a cura del Comune di Barcis nel 1996. In questo libro è inserito anche il saggio su Dante in Friuli e probabilmente in Valcellina e un Saggio di vocabolario del dialetto di Barcis.
- I Canti della Valcellina, Libreria Carducci (Udine), 1924.